# Disfear
Disfear – szwedzka grupa muzyczna grająca d-beat (podgatunek hardcore punk).

## Historia
Grupa powstała we wczesnych latach 90. Nagrywali sporadycznie wydając 2 płyty "Soul Scars" w 1995 roku i "Everyday Slaughter" w 1997.
Po długiej przerwie, Disfear powrócił w 2003 roku z albumem Misanthropic Generation, nagranym z wokalistą At the Gates Tomasem Lindbergiem. W 2008 roku wydali płytę "Live The Storm" w nagraniu której brał udział Kurt Ballou (Converge)

## Skład

### Obecni członkowie
- Tomas Lindberg - wokal
- Björn Peterson - gitara
- Marcus Andersson - perkusja
- Uffe Cederlund - gitara

### Byli członkowie
- Jan Axelsson - perkusja
- Jallo Lehto - perkusja (1989-1995)
- Robin Wiberg - perkusja (1995-1998)
- Jeppe Lerjerud - wokal (1989-1998)
- Henrik "Henke" Frykman - gitara basowa (zmarły, 1990-2011)[1]